# Correio Aéreo Nacional

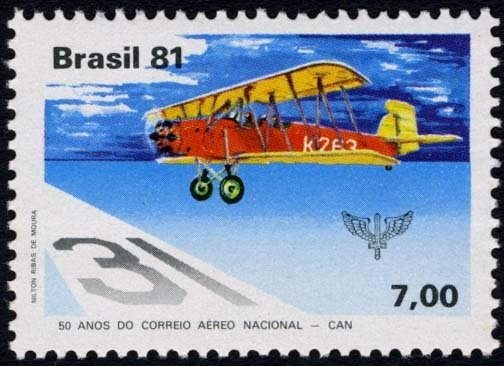
Selo postal de 1981 comemorativo dos 50 anos do correio aéreo.

O Correio Aéreo Nacional (CAN) é um serviço postal militar brasileiro iniciado em 1931. Tem por objetivo integrar as diversas regiões do país e permitir a ação governamental em comunidades de difícil acesso, possuindo relevante papel social. Atua também como instrumento de integração entre os países da América do Sul. É de competência exclusiva do governo federal e mantido pela Força Aérea Brasileira através do COMGAR (Comando-Geral de Operações Aéreas).
Originalmente denominado Serviço Postal Aéreo Militar, foi denominado logo em seguida como Correio Aéreo Militar. Com a criação do Ministério da Aeronáutica, em 1941,  foram unidos o Correio Aéreo Militar (mantido pelo Exército Brasileiro) e o Correio Aéreo Naval (mantido pela Marinha do Brasil), constituindo-se o CAN.

## História

### Os primeiros tempos

Mapa da rota aérea do Correio Aéreo Nacional, 1961. Arquivo Nacional.

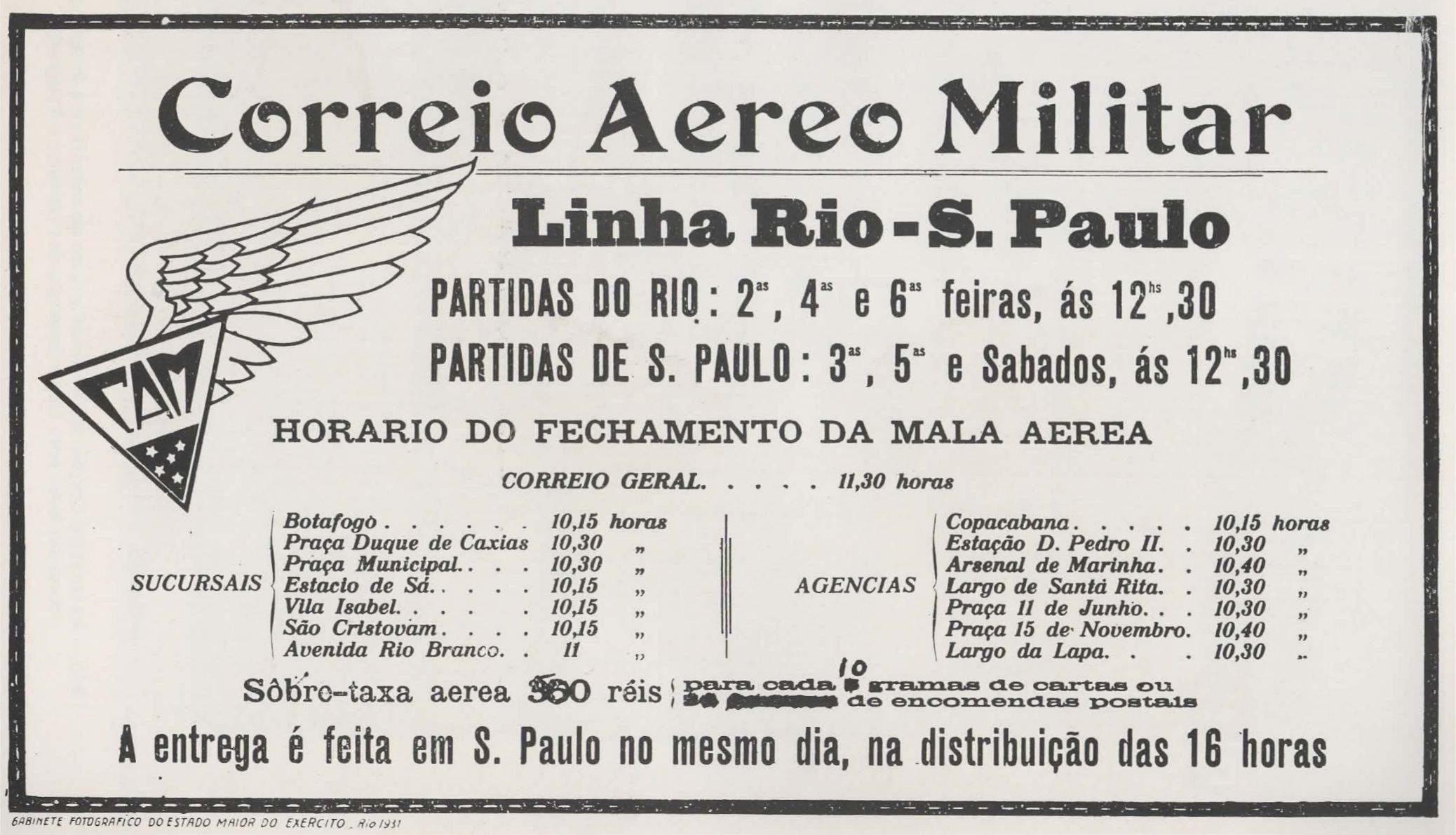
Informativo do então Correio Aéreo Militar nos anos 1930 sobre rotas do serviço.

O serviço entrou em operação no dia 12 de junho de 1931, com o nome de Correio Aéreo Militar, quando os tenentes do Exército, Casimiro Montenegro Filho e Nelson Freire Lavenère-Wanderley, a bordo do monomotor biplano Curtiss Fledgling matrícula K263 (apelidado carinhosamente de "Frankenstein"), transportaram uma mala postal com duas cartas, do  Rio de Janeiro para São Paulo, e de lá retornando, com correspondência, no dia 15 de junho. Esse voo inaugural durou cinco horas e vinte minutos, seguindo a rota direta que ultrapassava as montanhas do litoral. O retorno demorou apenas três horas e meia, seguindo a rota do vale do rio Paraíba até à altura da cidade de Resende e daí infletindo para o Rio. Esta última se tornaria a rota oficial para as aeronaves do CAN entre as duas cidades daí em diante, três vezes por semana, até à entrada em operação, posteriormente, de aviões bimotores.
A partir da implantação dessa primeira linha, permitindo o treinamento de pilotos e mecânicos, três meses mais tarde iniciavam-se os estudos para a sua extensão até Goiás.
A Aviação Militar passou a dispor de monomotores biplanos Waco em 1932, pouco antes e durante a Revolução Constitucionalista de 1932, período em que se intensificaram as atividades do CAN: foram assim implantadas as linhas até Goiás, Mato Grosso, Paraná e Bahia. Em 1935, as linhas do serviço alcançavam a Amazônia. No ano seguinte (1936), em janeiro, foi inaugurada a primeira linha internacional, entre as cidades do Rio de Janeiro e Assunção, no Paraguai.

### O Correio Aéreo Nacional
Com a criação do Ministério da Aeronáutica em 20 de janeiro de 1941, pela fusão da antiga arma da Aviação Militar do Exército com a da Aviação Naval da Marinha, o Correio Aéreo foi transferido para este órgão e recebeu a denominação com que ficou conhecido: Correio Aéreo Nacional. A sua direção ficou afeta à Diretoria de Rotas Aéreas, cujo diretor foi o Brigadeiro Eduardo Gomes. A partir de então, em abril de 1943 as linhas foram estendidas até ao rio Tocantins e Belém do Pará, e desta última até Caiena, com escalas em Macapá e Oiapoque. Em maio de 1945 foi aberta uma nova linha internacional, que ligava a região Centro-Oeste a Santa Cruz de la Sierra, na Bolívia.
O grande impulso do CAN registrou-se após o término da Segunda Guerra Mundial, com a entrada em serviço das aeronaves bimotores monoplano C-45 Beechcraft e Douglas C-47, com maior capacidade de carga e autonomia de voo.
No ano seguinte, a linha para a Bolívia era estendida até à capital, La Paz, empregando aeronaves C-47 no trajeto Rio de Janeiro – São Paulo – Três Lagoas – Campo Grande – Corumbá – Roboré – Santa Cruz de la Sierra – Cochabamba – La Paz.
Em 1947 foi aberta a linha que conduzia ao então território do Acre; em 1951, a linha internacional para Lima, no Peru.

en prefixo CQ-585 adquirido da USAF na década de 50 para utilização pelo Correio Aéreo. Arquivo Nacional.

Em novembro de 1952 era aberta a linha para o rio Araguaia, iniciando-se o apoio do CAN aos postos do antigo Serviço de Proteção ao Índio na rota Rio de Janeiro – Belo Horizonte – Uberaba – Goiânia – Aruanã – Conceição do Araguaia – Las Casas – Gorotire.  Nesse mesmo ano era aberta a linha Rio de Janeiro – Manaus, que se estendia até Boa Vista e, em seguida, a linha até ao Rio Negro, esta com o emprego dos lendários monoplanos bimotores anfíbios CA-10 Catalina e também dos bimotores Fairchild C-82 Packet [en]. A função desta linha era a de apoiar as populações indígenas e as missões religiosas nos vales dos Negro e Uaupés. Estas aeronaves seriam posteriormente transferidas da Base Aérea do Galeão para a Base Aérea de Belém, intensificando o serviço na região Amazônica, assim como o apoio aos pelotões de fronteira do Exército e às populações ribeirinhas.
Em 1956, foi aberta a linha para Montevidéu, no Uruguai; em 1957, uma linha internacional especial até à região do canal de Suez para atender o chamado "Batalhão Suez" que, a serviço das Forças de manutenção da paz das Nações Unidas, se encontrava em operações na Faixa de Gaza. Esta última foi atendida mensalmente com o recurso a aeronaves monoplano quadrimotores B-17 durante três anos, até à entrada em operação dos Douglas C-54.
Em 1958, eram iniciadas as linhas para Quito, no Equador, e para os Estados Unidos da América.

### As aeronaves Douglas

Aniversário do Correio Aéreo Nacional, com a presença de Nero Moura, ministro da Aeronáutica, na Base Aérea do Galeão, em 1954. O avião é um Douglas C-47 Skytrain.

Com a entrada em operação dos quadrimotores Douglas C-54, e posteriormente dos Douglas C-118 na Força Aérea Brasileira, com maior capacidade de carga, maior autonomia de voo e melhores aviônicos, iniciou-se uma nova etapa para o CAN.  Puderam ser melhor atendidas as linhas que ultrapassavam a cordilheira dos Andes e o oceano Atlântico.
Com o C-54, em 1960, foi aberta a linha para Santiago do Chile, com escala em Buenos Aires. Em meados da década de 1960, foram adquiridas, na Grã-Bretanha, aeronaves turbohélice Avro C-91, que viriam a substituir as Douglas C-47 e as Beechcraft C-45 em determinadas rotas. Também nesse período, em 1965, entram em operação os Lockheed C-130 Hercules, que não apenas ampliaram o raio de ação do CAN, mas também a sua capacidade de transporte de pessoal, carga e equipamentos pesados, não apenas para todos os quadrantes do território brasileiro, mas que, na década de 1980 alcançaram o continente Antártico, no contexto do Programa Antártico Brasileiro (PROANTAR).
Em 1968 entraram em operação as aeronaves bimotor turbohélice C-115 Buffalo, que pela sua robustez e versatilidade atenderam principalmente a região Amazônica.
Posteriormente, na década de 1980, entraram em operação aeronaves Embraer C-95 Bandeirante e C-97 Brasília, que passaram a atender muitas das linhas vicinais do CAN. Para o atendimento às linhas-tronco, em 1985 foram adquiridas à Varig quatro Boeing 707, ampliando a eficácia no atendimento logístico e de transporte de pessoal.
Em 2004, entraram em operação os birreatores Embraer ERJ-145, substituindo os Avro C-91, iniciando-se novas linhas internacionais.
Mais recentemente, para atendimento aos pontos extremos do território, entraram em operação os bimotores turboélice C105-A Amazonas e Cessna C-98 Caravan, devido às suas capacidades de pouso e decolagem em pistas curtas.